# Jonathan Roberts

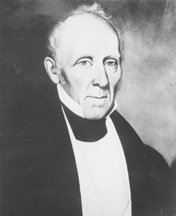
Jonathan Roberts

Jonathan Roberts (* 16. August 1771 bei Norristown, Province of Pennsylvania; † 24. Juli 1854 in King of Prussia, Pennsylvania) war ein US-amerikanischer Politiker (Demokratisch-Republikanische Partei), der den Bundesstaat Pennsylvania in beiden Kammern des US-Kongresses vertrat.

## Leben
Nachdem er als Junge Privatunterricht erhalten hatte, ging Jonathan Roberts bei einem Stellmacher in die Lehre. Seine politische Laufbahn begann bereits 1799 mit der Wahl ins Repräsentantenhaus von Pennsylvania, dem er bis 1800 angehörte. Von 1807 bis 1811 war er Senator seines Heimatstaats.
Im Jahr 1810 wurde er für die Demokratisch-Republikanische Partei ins US-Repräsentantenhaus gewählt, wo er den zweiten Kongressdistrikt von Pennsylvania vertrat. Er gehörte der Kammer vom 4. März 1811 bis zu seinem Rücktritt am 24. Februar 1814 an. An diesem Tag wechselte er innerhalb des Kongresses in den Senat, wo er den Platz des zurückgetretenen Michael Leib einnahm. Er beendete dessen Amtsperiode und wurde dann selbst für weitere sechs Jahre in den Senat gewählt, in dem er letztlich bis zum 3. März 1821 verblieb. Während dieser Zeit war er unter anderem Ausschussvorsitzender des Committee on Claims.
Nach seiner Zeit in Washington saß Roberts von 1823 bis 1826 noch einmal im Repräsentantenhaus von Pennsylvania. Zwischen 1841 und 1842 war er als Zolleinnehmer (Collector of customs) im Hafen von Philadelphia tätig. Jonathan Roberts verstarb im Juli 1854 auf seiner Farm Robertsville im Montgomery County und wurde auf dem Familienfriedhof beigesetzt.